# Trofeo Mundial de Rugby Juvenil 2019
El Trofeo Mundial de Rugby Juvenil 2019 fue la décima segunda edición del torneo que patrocina la World Rugby.
El evento se desarrolló en el Estadio Martins Pereira de São José dos Campos, Brasil, entre el 9 y 21 de julio.

## Equipos participantes

### Clasificación
| Competición                       | Fecha                            | Sede                     | Plazas | Clasificados |
| --------------------------------- | -------------------------------- | ------------------------ | ------ | ------------ |
| País anfitrión                    | –                                | –                        | 1      | Brasil       |
| Mundial Juvenil 2018 (descendido) | 30 de mayo / 17 de junio de 2018 | Beziers Narbona Perpiñán | 1      | Japón        |
| Sudamericano Juvenil A            | 20 - 23 de marzo de 2019         | Montevideo               | 1      | Uruguay      |
| Rugby Europe U20                  | 31 de marzo - 6 de abril de 2019 | Coímbra                  | 1      | Portugal     |
| Trophée Barthés A                 | 4 de abril - 7 de abril de 2019  | Nairobi                  | 1      | Kenia        |
| Asia Rugby U19                    | 12 - 18 de diciembre de 2018     | Taipéi                   | 1      | Hong Kong    |
| Oceania Rugby Junior Trophy       | 4 - 8 de diciembre de 2018       | Apia                     | 1      | Tonga        |
| Serie Norteamericana              | 4 - 8 de junio de 2019           | Shawnigan Lake           | 1      | Canadá       |

| - Selección juvenil de rugby de Brasil (Curumins) - Selección juvenil de rugby de Japón - Selección juvenil de rugby de Kenia (Chipu) - Selección juvenil de rugby de Uruguay (Teros M20) | - Selección juvenil de rugby de Canadá - Selección juvenil de rugby de Hong Kong (Dragons) - Selección juvenil de rugby de Portugal (Lobinhos) - Selección juvenil de rugby de Tonga (Junior ‘Ikale Tahi) |

## Grupo A

### Posiciones
| Pos. | Equipo  | Encuentros | Encuentros | Encuentros | Encuentros | Tantos  | Tantos    | Tantos     | Puntos Bonus | Puntos Totales |
| Pos. | Equipo  | jugados    | ganados    | empatados  | perdidos   | a favor | en contra | diferencia | Puntos Bonus | Puntos Totales |
| ---- | ------- | ---------- | ---------- | ---------- | ---------- | ------- | --------- | ---------- | ------------ | -------------- |
| 1    | Japón   | 3          | 3          | 0          | 0          | 150     | 89        | + 61       | 3            | 15             |
| 2    | Uruguay | 3          | 2          | 0          | 1          | 146     | 67        | + 79       | 3            | 11             |
| 3    | Kenia   | 3          | 1          | 0          | 2          | 71      | 135       | - 64       | 1            | 5              |
| 4    | Brasil  | 3          | 0          | 0          | 3          | 58      | 134       | - 76       | 2            | 2              |

Nota: Se otorgan 4 puntos al equipo que gane un partido y 2 al que empate
Puntos Bonus: 1 punto por convertir 4 tries o más en un partido y 1 al equipo que pierda por no más de 7 tantos de diferencia
|  | Juega por el 1º puesto |

|  | Juega por el 3º puesto |

|  | Juega por el 5º puesto |

|  | Juega por el 7º puesto |

### Resultados

#### Primera fecha
| 9 de julio, 12:00 | Japón | 56 - 24 | Brasil | Estadio Martins Pereira, São Jose dos Campos |  |
|                   |       | Reporte |        |                                              |  |

| 9 de julio, 17:00 | Kenia | 11 - 63 | Uruguay | Estadio Martins Pereira, São Jose dos Campos |  |
|                   |       | Reporte |         |                                              |  |

#### Segunda fecha
| 13 de julio, 14:00 | Japón | 46 - 31 | Uruguay | Estadio Martins Pereira, São Jose dos Campos |  |
|                    |       | Reporte |         |                                              |  |

| 13 de julio, 17:00 | Kenia | 26 - 24 | Brasil | Estadio Martins Pereira, São Jose dos Campos |  |
|                    |       | Reporte |        |                                              |  |

#### Tercera fecha
| 17 de julio, 12:00 | Japón | 48 - 34 | Kenia | Estadio Martins Pereira, São Jose dos Campos |  |
|                    |       | Reporte |       |                                              |  |

| 17 de julio, 17:00 | Uruguay | 52 - 10 | Brasil | Estadio Martins Pereira, São Jose dos Campos |  |
|                    |         | Reporte |        |                                              |  |

## Grupo B

### Posiciones
| Pos. | Equipo    | Encuentros | Encuentros | Encuentros | Encuentros | Tantos  | Tantos    | Tantos     | Puntos Bonus | Puntos Totales |
| Pos. | Equipo    | jugados    | ganados    | empatados  | perdidos   | a favor | en contra | diferencia | Puntos Bonus | Puntos Totales |
| ---- | --------- | ---------- | ---------- | ---------- | ---------- | ------- | --------- | ---------- | ------------ | -------------- |
| 1    | Portugal  | 3          | 3          | 0          | 0          | 148     | 51        | + 97       | 3            | 15             |
| 2    | Tonga     | 3          | 2          | 0          | 1          | 93      | 77        | + 16       | 2            | 10             |
| 3    | Canadá    | 3          | 1          | 0          | 2          | 124     | 101       | + 23       | 3            | 7              |
| 4    | Hong Kong | 3          | 0          | 0          | 3          | 65      | 201       | - 136      | 1            | 1              |

Nota: Se otorgan 4 puntos al equipo que gane un partido y 2 al que empate
Puntos Bonus: 1 punto por convertir 4 tries o más en un partido y 1 al equipo que pierda por no más de 7 tantos de diferencia
|  | Juega por el 1º puesto |

|  | Juega por el 3º puesto |

|  | Juega por el 5º puesto |

|  | Juega por el 7º puesto |

### Resultados

#### Primera fecha
| 9 de julio, 14:00 | Tonga | 26 - 25 | Canadá | Estadio Martins Pereira, São Jose dos Campos |  |
|                   |       | Reporte |        |                                              |  |

| 9 de julio, 19:00 | Portugal | 59 - 27 | Hong Kong | Estadio Martins Pereira, São Jose dos Campos |  |
|                   |          | Reporte |           |                                              |  |

#### Segunda fecha
| 13 de julio, 12:00 | Tonga | 64 - 12 | Hong Kong | Estadio Martins Pereira, São Jose dos Campos |  |
|                    |       | Reporte |           |                                              |  |

| 13 de julio, 19:00 | Portugal | 49 - 21 | Canadá | Estadio Martins Pereira, São Jose dos Campos |  |
|                    |          | Reporte |        |                                              |  |

#### Tercera fecha
| 17 de julio, 14:00 | Tonga | 3 - 40  | Portugal | Estadio Martins Pereira, São Jose dos Campos |  |
|                    |       | Reporte |          |                                              |  |

| 17 de julio, 19:00 | Hong Kong | 26 - 78 | Canadá | Estadio Martins Pereira, São Jose dos Campos |  |
|                    |           | Reporte |        |                                              |  |

## Finales

### 7º puesto
| 21 de julio, 17:00 | Brasil | 32 - 29 | Hong Kong | Estadio Martins Pereira, São Jose dos Campos |  |

### 5º puesto
| 21 de julio, 12:00 | Kenia | 13 - 52 | Canadá | Estadio Martins Pereira, São Jose dos Campos |  |

### 3º puesto
| 21 de julio, 14:00 | Uruguay | 27 - 29 | Tonga | Estadio Martins Pereira, São Jose dos Campos |  |

### 1º puesto
| 21 de julio, 19:00 | Japón | 35 - 34 | Portugal | Estadio Martins Pereira, São Jose dos Campos |  |

| Bandera de Japón |
| Campeón Japón    |
| Tercer título    |

## Posiciones finales
| Posición | Selección |
| -------- | --------- |
| 1        | Japón     |
| 2        | Portugal  |
| 3        | Tonga     |
| 4        | Uruguay   |
| 5        | Canadá    |
| 6        | Kenia     |
| 7        | Brasil    |
| 8        | Hong Kong |

|  | Ascendió a la Campeonato Mundial de Rugby Juvenil. |